# Mimosema rufa
Mimosema rufa är en fjärilsart som beskrevs av W. Warren 1904. Mimosema rufa ingår i släktet Mimosema och familjen mätare. Inga underarter finns listade i Catalogue of Life.